# Nova Zelândia nos Jogos Olímpicos de Verão de 2004
A Nova Zelândia competiu nos Jogos Olímpicos de Verão de 2004, em Atenas, na Grécia.

## Desempenho

### Natação
Masculino
| Atleta(s)      | Evento       | Eliminatórias | Eliminatórias | Semifinal | Semifinal | Final       | Final       |
| Atleta(s)      | Evento       | Tempo         | Posição       | Tempo     | Posição   | Tempo       | Posição     |
| -------------- | ------------ | ------------- | ------------- | --------- | --------- | ----------- | ----------- |
| Moss Burmester | 1500 m livre | 15min56s42    | 28º           |           |           | Não avançou | Não avançou |